# Migros Magazine
Migros Magazine est un hebdomadaire suisse de langue française édité à Zurich par la Fédération des coopératives Migros.

## Histoire
Le 8 décembre 1944 paraît le premier numéro du Pionnier Migros, hebdomadaire des coopérateurs de Migros de Suisse romande. À la suite de la création de nouvelles coopératives en Suisse romande, le Pionnier Migros devient l’organe de presse de toutes les coopératives romandes. Sa rédaction centrale est installée à Zurich et ses bureaux régionaux à Lausanne.
À fin mai 1947, il est rebaptisé Construire puis, en mai 2004, change à nouveau de nom pour prendre celui de Migros Magazine. Outre le nouveau titre, l'hebdomadaire de la Migros connaît un changement de ligne, en privilégiant les informations pratiques au détriment des sujets people. La culture, le tourisme et la gastronomie y trouvent une large place. L'économie et la politique y sont également présentes.

## Distribution
Il est distribué gratuitement le lundi à chaque coopérateur Migros de Suisse romande. Il est imprimé à 504 252 exemplaires (REMP 2012) et lu par 704 000 personnes (chiffres MACH Basic 2013-2).

## Rédacteur en chef
- Depuis décembre 2009 : Steve Gaspoz est rédacteur en chef
- À partir de 1998 : Michel Danthe[2]
- À partir de 1971 : Charlotte Hug[3]

## Hebdomadaires Migros en d'autres langues
En allemand, le magazine s'appelle Migros-Magazin (anciennement Brückenbauer) et en italien, Azione.

## Identité visuelle

Logo de Migros Magazine de 2004 à 2024.
Logo de Migros Magazine depuis 2024.